# ورنر اشنیبرگر
ورنر اشنیبرگر (انگلیسی: Werner Schneeberger؛ زادهٔ تاریخ ورودی نامعتبر است) ورزشکار ورزش تیراندازی اهل سوئیس است.
وی در مسابقات کشوری و بین‌المللی در مجموع برندهٔ ۲ مدال برنز شده‌است.